# Melchior Cibinensis
Melchior Cibinensis – węgierski ksiądz katolicki piszący w I połowie XVI wieku.
Tożsamość Melchiora ciągle jest przedmiotem dyskusji. Carl Gustav Jung uważał, że chodzi tu o Nicolasa Melchiora Szebeniego, kapłana, od 1490 roku nadwornego astrologa na dworze Władysława II, króla Czech i Węgier. Inni uważają, że był to pseudonim Nicolausa Olahisa; jeszcze inni twierdzą, że chodzi tu o Menyhérta Miklósa. Łaciński przydomek "Cibinensis" wskazuje, że chodzi tu o człowieka pochodzącego z węgierskiego miasta Nagyszeben (obecnie Sybin w Rumunii, (Siedmiogród)).
Autor alchemicznej parafrazy mszy św. opublikowanej w 1525 roku pt. Processus sub forma missae; przedruk w: Theatrum Chemicum (1602), Symbola aureae mensae Michaela Maiera (1617).